# Francis Walsingham
Sir Francis Walsingham (Chiselhurst, Kent, c. 1532 - Londres, 6 de abril de 1590) fue un político inglés, secretario principal de la reina Isabel I de Inglaterra desde el 20 de diciembre de 1573 hasta su muerte y es recordado popularmente como su «maestro de espías».
Nacido en una familia acomodada y bien relacionada de la pequeña nobleza, Walsingham viajó a Europa continental después de dejar la Universidad antes de embarcarse a la edad de veinte años en la carrera de leyes. Protestante comprometido, durante el reinado de la católica María I de Inglaterra se unió a otros expatriados en el exilio en Suiza y el norte de Italia hasta la muerte de María y el ascenso de su hermanastra protestante, Isabel.
Walsingham ganó paulatinamente influencia hasta convertirse en miembro de la pequeña camarilla que dirigió el estado isabelino, supervisando la política exterior, nacional y religiosa. Sirvió como embajador en Francia a comienzos de la década de 1570 y fue testigo de la masacre de San Bartolomé contra los hugonotes. Como Secretario principal, fue partidario de la exploración y colonización, el sometimiento de Irlanda, la unión con Escocia y el desarrollo de Inglaterra como potencia marítima. En general, su política exterior demostró una nueva comprensión del papel de Inglaterra como potencia mundial, en una economía cada vez más global. Supervisó las operaciones que penetraron en el corazón de los territorios del Imperio español, organizó redes de espionaje en toda Europa, descubrió varias conspiraciones contra Isabel I y aseguró la ejecución de María Estuardo, reina de Escocia.

## Orígenes y primeros años

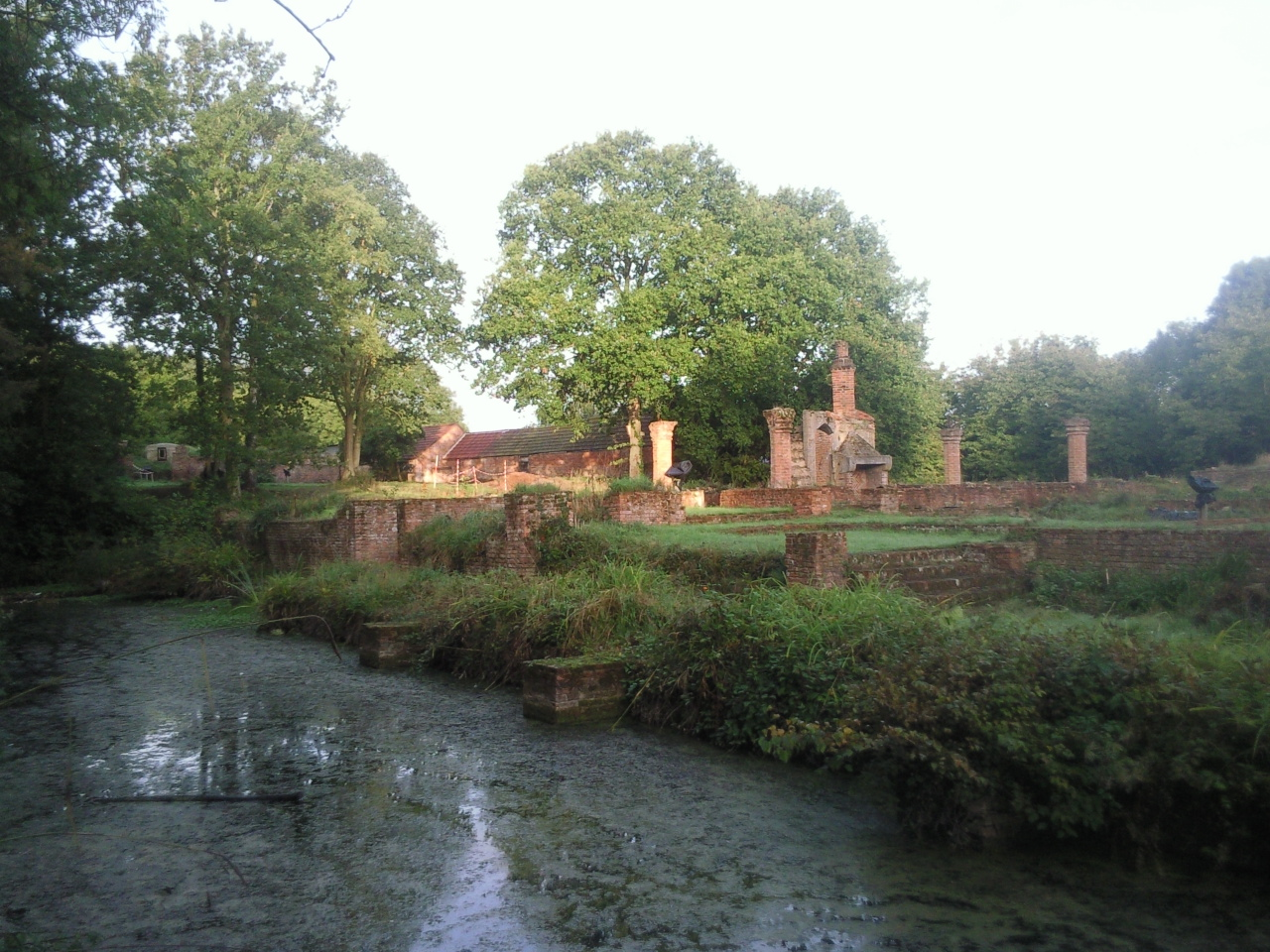
Ruinas de Scadbury Hall, sede de la familia Walsingham, Chislehurst, Kent

Francis Walsingham nació alrededor de 1532, probablemente en Foots Cray, cerca de Chislehurst en Kent, el único hijo de William Walsingham (fallecido en 1534), un abogado londinense exitoso y con buenas conexiones que sirvió como miembro de la comisión designada para investigar las propiedades del cardenal Thomas Wolsey en 1530. El hermano mayor de William era sir Edmund Walsingham, teniente de la Torre de Londres.
La madre de Francis era Joyce Denny, hija del cortesano Edmund Denny de Cheshunt en Hertfordshire y hermana del cortesano Sir Anthony Denny, el principal caballero de la Cámara Privada del rey Enrique VIII. Tras la muerte de su primer marido, se casó con el cortesano Sir John Carey en 1538. El hermano de Carey, William, era el marido de María Bolena, la hermana mayor de Ana Bolena, la segunda esposa del rey Enrique VIII.
De las cinco hermanas de Francis, María se casó con Walter Mildmay, quien fue ministro de Hacienda durante más de 20 años, e Isabel se casó con el parlamentario Peter Wentworth.
Francis Walsingham se matriculó en el King's College de Cambridge en 1548 con muchos otros protestantes, pero como estudiante de alto estatus social no se presentó a obtener un título. Desde 1550 o 1551, viajó por Europa continental y regresó a Inglaterra en 1552 para inscribirse en Gray's Inn, uno de los organismos calificados para abogados ingleses.
Tras la muerte en 1553 del sucesor de Enrique VIII, Eduardo VI, la media hermana católica de Eduardo, María, se convirtió en reina. Muchos protestantes ricos, como John Foxe y John Cheke, huyeron de Inglaterra y Walsingham estaba entre ellos. Continuó sus estudios de derecho en las universidades de Basilea y Padua, donde fue elegido miembro del órgano de gobierno por sus compañeros de estudios en 1555.

## Ascensión al poder
María I murió en mayo de 1558 y fue sucedida por su media hermana protestante Isabel. Walsingham regresó a Inglaterra y gracias al apoyo de uno de sus compañeros exiliados, Francis Russell, segundo conde de Bedford, fue elegido miembro del primer parlamento de Isabel como representante de Bossiney, Cornualles, en 1559. En las elecciones posteriores de 1563, fue devuelto tanto para Lyme Regis, Dorset, otro distrito electoral bajo la influencia de Bedford, como para Banbury, Oxfordshire. Eligió posar para Lyme Regis. En enero de 1562 se casó con Ana, hija de Sir George Barne, alcalde de Londres en 1552-1553, y viuda del comerciante de vinos Alexander Carleill. Anne murió dos años después, dejando a su hijo Christopher Carleill al cuidado de Walsingham. En 1566, Walsingham se casó con Ursula St. Barbe, viuda de Sir Richard Worsley, y adquirió sus propiedades de Appuldurcombe y Carisbrooke Priory en la Isla de Wight. Al año siguiente, tuvieron una hija, Frances. Los otros dos hijastros de Walsingham, los hijos de Ursula, John y George, murieron en un accidente de pólvora en Appuldurcombe en 1567.
En los años siguientes, Walsingham participó activamente en la solicitud de apoyo para los hugonotes en Francia y desarrolló una relación de trabajo amistosa y cercana con Nicholas Throckmorton, su predecesor como diputado por Lyme Regis y ex embajador en Francia. En 1569, Walsingham estaba trabajando con William Cecil para contrarrestar los complots contra Isabel. Jugó un papel decisivo en el colapso del complot de Ridolfi, que esperaba reemplazar a Isabel por la católica María, reina de Escocia. Se le atribuye haber escrito propaganda denunciando un matrimonio conspirativo entre Mary y Thomas Howard, cuarto duque de Norfolk, y Roberto di Ridolfi, que dio nombre al complot, fue interrogado en la casa de Walsingham.
En 1570, la reina eligió Walsingham para apoyar a los hugonotes en sus negociaciones con Carlos IX de Francia. Ese mismo año, sucedió a Sir Henry Norris como embajador de Inglaterra en París. Uno de sus deberes era continuar las negociaciones para el matrimonio entre Isabel y el hermano menor de Carlos IX, Enrique III de Francia. El plan de matrimonio finalmente se abandonó debido al catolicismo de Enrique. Se propuso un sustituto con el hermano menor, Francisco de Anjou, pero Walsingham lo consideró feo y "falto de buen humor". Isabel era 20 años mayor que Francisco y le preocupaba que la diferencia de edad se considerara absurda. Walsingham creía que sería mejor para Inglaterra buscar una alianza militar con Francia contra los intereses españoles. El tratado de Blois se concluyó entre Francia e Inglaterra en 1572, pero no preveía un matrimonio real y dejó abierta la cuestión del sucesor de Isabel.
Los hugonotes y otros grupos protestantes europeos apoyaron la naciente revuelta en los Países Bajos españoles, que eran provincias de Casa de Austria. Cuando la oposición católica a este rumbo en Francia resultó en la muerte del líder hugonote Gaspard de Coligny y la Matanza de San Bartolomé, la casa de Walsingham en París se convirtió en un santuario temporal para los refugiados protestantes, incluido Philip Sidney. Úrsula, que estaba embarazada, escapó a Inglaterra con su hija de cuatro años. Dio a luz a una segunda niña, María, en enero de 1573, mientras Walsingham todavía estaba en Francia. Regresó a Inglaterra en abril de 1573, habiéndose establecido como un funcionario competente en quien la reina y Cecil podían confiar. Cultivó contactos por toda Europa, y un siglo después sus despachos se publicarían como El embajador completo.
En diciembre siguiente a su regreso, Walsingham fue nombrado miembro del Consejo Privado de Inglaterra y fue nombrado secretario de Estado  con Sir Thomas Smith. Smith se retiró en 1576, dejando a Walsingham con el control efectivo del sello privado, aunque no fue investido formalmente como Lord del Sello Privado. Walsingham adquirió un escaño en el Parlamento del condado de Surrey desde 1572 que conservó hasta su muerte, pero no fue un parlamentario importante. Fue nombrado caballero el 1 de diciembre de 1577, y ocupó los puestos de sinecura de Registrador de Colchester, custos rotulorum de Hampshire y Gran Mayordomo de Salisbury, Ipswich y Winchester. Fue nombrado Canciller de la Orden de la Jarretera desde el 22 de abril de 1578 hasta que lo sucedió Sir Amias Paulet en junio de 1587, cuando se convirtió en Canciller del Ducado de Lancaster además de secretario principal.

## Secretario de Estado

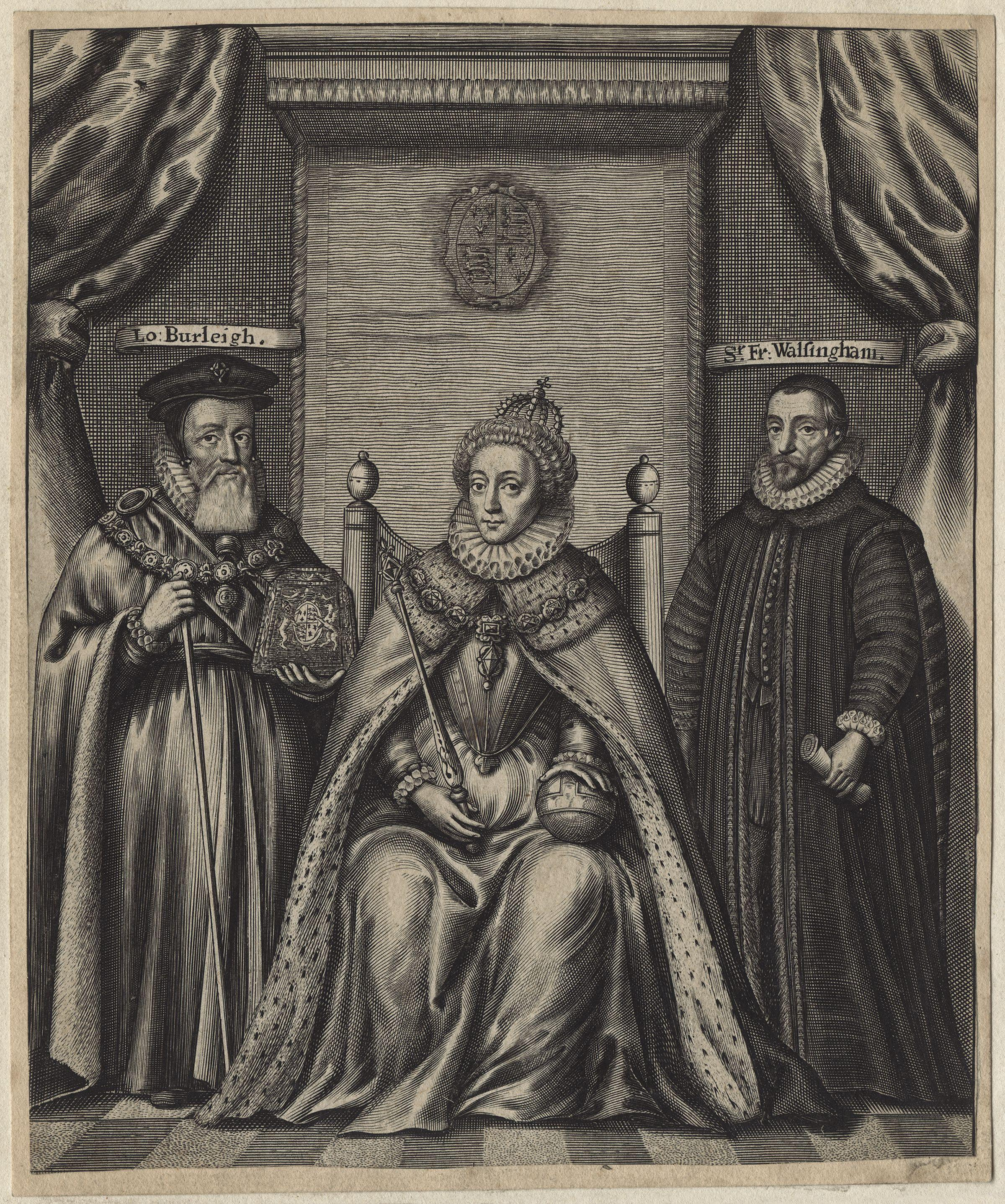
Grabado del de la reina Isabel con William Cecil (izquierda) y Francis Walsingham (derecha)

Los deberes del secretario Estado no estaban definidos formalmente, pero como manejaba toda la correspondencia real y determinaba la agenda de las reuniones del consejo, podía ejercer una gran influencia en todos los asuntos políticos y en todos los campos del gobierno, tanto exterior como nacional.. Durante su mandato, Walsingham apoyó el uso del poder marítimo de Inglaterra para abrir nuevas rutas comerciales y explorar el Nuevo Mundo, y estuvo en el centro de los asuntos internacionales. Estuvo involucrado directamente en la política inglesa hacia España, los Países Bajos, Escocia, Irlanda y Francia, y se embarcó en varias misiones diplomáticas en los estados europeos vecinos.
Estrechamente vinculado a la comunidad mercantil, apoyó activamente los planes de promoción comercial e invirtió en la Compañía de Moscovia y la Compañía de Levante. Apoyó los intentos de John Davis y Martin Frobisher de descubrir el Paso del Noroeste y explotar los recursos minerales de Labrador, y alentó la exploración de Terranova por parte de Humphrey Gilbert. El viaje de Gilbert fue financiado en gran parte por católicos recusantes y Walsingham favoreció el plan como un medio potencial para sacar a los católicos de Inglaterra fomentando la emigración al Nuevo Mundo. Walsingham estuvo entre los promotores de la rentable circunnavegación del mundo de Francis Drake entre 1578 y 1581, juzgando correctamente que las posesiones españolas en el Pacífico eran vulnerables a los ataques. La empresa estaba calculada para promover el interés protestante avergonzando y debilitando a los españoles, así como para apoderarse del tesoro español. La primera edición de Principal Navigation, Voyages and Discoveries of the English Nation de Richard Hakluyt estuvo dedicada a Walsingham.
Walsingham abogó por la intervención directa en los Países Bajos en apoyo de la revuelta protestante contra España, basándose en que, si bien las guerras de conquista eran injustas, las guerras en defensa de la libertad religiosa no lo eran. Cecil fue más prudente y aconsejó una política de mediación, cosa que Isabel respaldó. Walsingham fue enviado a una embajada especial a los Países Bajos en 1578, para sondear un posible acuerdo de paz y recopilar informaciones militares.
Carlos IX murió en 1574 y el duque de Anjou heredó el trono francés como Enrique III. Entre 1578 y 1581, la reina resucitó los intentos de negociar un matrimonio con el hermano menor de Enrique III, el duque de Alençon, que se había presentado como protector de los hugonotes y líder potencial de los holandeses. Walsingham fue enviado a Francia a mediados de 1581 para discutir una alianza anglo-francesa, pero los franceses querían que el matrimonio se acordara primero y Walsingham tenía instrucciones de obtener un tratado antes de comprometerse con el matrimonio. Regresó a Inglaterra sin acuerdo. Personalmente, Walsingham se opuso al matrimonio, quizás hasta el punto de alentar la oposición pública. Alençon era católico y como su hermano mayor, Enrique III, no tenía hijos, era el presunto heredero del trono francés. Isabel ya había pasado la edad de tener hijos y no tenía un sucesor claro. Si ella moría mientras estaba casada con él, sus reino psodrían caer bajo control francés. Al comparar el posible matrimonio de Isabel y Alençon con el del protestante Enrique IV de Navarra y la católica Margarita de Valois, ocurrido la semana anterior a la Matanza de San Bartolomé, el "espectáculo más horrible" que jamás había presenciado, Walsingham planteó el espectro de disturbios religiosos en Inglaterra en caso de matrimonio. Isabel soportó sus consejos directos, a menudo no deseados, y reconoció sus fuertes creencias en una carta, en la que lo llamó "su moro [que] no puede cambiar de color".
Fueron años de tensión en la política hacia Francia, con Walsingham escéptico ante el impredecible Enrique III y desconfiado del embajador inglés en París, Edward Stafford. Stafford, que estaba comprometido por sus deudas de juego, estaba a sueldo de los españoles y pasó información vital a España. Es posible que Walsingham fuera consciente de la duplicidad de Stafford, ya que le proporcionó información falsa, presumiblemente con la esperanza de engañar o confundir a los españoles.
El regente proinglés de Escocia James Douglas, cuarto conde de Morton, a quien Walsingham había apoyado, fue derrocado en 1578. Después del colapso de la Incursión de Ruthven, otra iniciativa para asegurar un gobierno proinglés en Escocia, Walsingham visitó de mala gana la corte escocesa en agosto de 1583, sabiendo que era poco probable que su misión diplomática tuviera éxito. Jacobo VI desestimó el consejo de Walsingham sobre política interna diciendo que era un "rey absoluto" en Escocia. Walsingham respondió con un discurso sobre el tema que "los jóvenes príncipes muchas veces cometían grandes errores debido a una opinión sobre el carácter absoluto de su autoridad real y no consideran que cuando transgreden los límites de la ley, dejan de serlo"  y se convierten en tiranos." Según James Melville de Halhill, James VI tenía la intención de darle a Walsingham un valioso anillo de diamantes como regalo de despedida, pero Jacobo Estuardo, I conde de Arran, a quien Walsingham había ignorado, lo sustituyó por un anillo de cristal. Finalmente se acordó un pacto de defensa mutua en el Tratado de Berwick de 1586.
El primo de Walsingham, Edward Denny, luchó en Irlanda durante la rebelión del conde de Desmond y fue uno de los colonos ingleses a los que se les concedieron tierras en Munster confiscadas a Desmond. El hijastro de Walsingham, Christopher Carleill, comandaba las guarniciones de Coleraine y Carrickfergus. Walsingham pensaba que las tierras agrícolas irlandesas estaban subdesarrolladas y esperaba que las plantaciones mejorarían la productividad de las propiedades. Las tensiones entre los nativos irlandeses y los colonos ingleses tuvieron efectos duraderos en la historia de Irlanda.
María, la hija menor de Walsingham, murió a los siete años en julio de 1580; su hija mayor, Frances, se casó con Sir Philip Sidney el 21 de septiembre de 1583, a pesar de las objeciones iniciales de la reina al matrimonio (por razones desconocidas) a principios de ese año. Como parte del acuerdo matrimonial, Walsingham acordó pagar 1.500 libras esterlinas de las deudas de Sidney y le dio a su hija y a su yerno el uso de su mansión en Barn Elms en Surrey. Una nieta nacida en noviembre de 1585 recibió el nombre de Isabel en honor a la reina, quien fue su madrina. El padrino fue el tío de Sidney, Robert Dudley, primer conde de Leicester. Al año siguiente, Sidney murió luchando contra los españoles en los Países Bajos y Walsingham tuvo que pagar más deudas de Sidney. Su hija viuda dio a luz, en un parto difícil, a un segundo hijo poco después, pero el bebé, una niña, nació muerto.

## Espionaje
Walsingham fue impulsado por el celo protestante de contrarrestar el catolicismo, y sancionó el uso de la tortura contra sacerdotes católicos y presuntos conspiradores. Edmund Campion estuvo entre los torturados y declarados culpables sobre la base de pruebas extraídas, fue ahorcado, arrastrado y descuartizado en Tyburn en 1581. Walsingham nunca pudo olvidar las atrocidades contra los protestantes que había presenciado en Francia durante la masacre del día de San Bartolomé y creía que se produciría una masacre similar en Inglaterra en caso de un resurgimiento católico. El cuñado de Walsingham, Robert Beale, que estaba en París con Walsingham en el momento de la masacre, resumió la opinión de Walsingham: "Creo que es hora, y más que hora, de que despertemos de nuestro sueño muerto y prestemos atención para que no nos guste "La maldad que ya ha abrumado a los hermanos y vecinos de Francia y Flandes, nos abraza a los que quedamos en una situación tal que no podremos escapar". Walsingham rastreó a sacerdotes católicos en Inglaterra y supuestos conspiradores empleando informantes, e interceptando correspondencia. El personal de Walsingham en Inglaterra incluía al criptógrafo Thomas Phelippes, experto en falsificación y descifrado de cartas, y Arthur Gregory, experto en romper y reparar sellos sin ser detectado.
En mayo de 1582, Sir John Forster encontró en un mensajero cartas del embajador español en Inglaterra, Bernardino de Mendoza, a contactos en Escocia, y las remitió a Walsingham. Las cartas indicaban una conspiración entre las potencias católicas para invadir Inglaterra y desplazar a Isabel y María, reina de Escocia. En abril de 1583, Walsingham tenía un espía, identificado como Giordano Bruno por el historiador John Bossy,  desplegado en la embajada francesa en Londres. El contacto de Walsingham informó que Francis Throckmorton, sobrino del viejo amigo de Walsingham, Nicholas Throckmorton, había visitado al embajador, Michel de Castelnau. En noviembre de 1583, después de seis meses de vigilancia, Walsingham hizo arrestar a Throckmorton, quien luego fue torturado para obtener una confesión, una admisión de culpabilidad que claramente implicaba a Mendoza.La trama de Throckmorton requería una invasión de Inglaterra junto con un levantamiento interno para liberar a María I de Escocia, y deponer a Isabel. Throckmorton fue ejecutado en 1584 y Mendoza fue expulsado de Inglaterra. Walsingham es mencionado a menudo (negativamente) en cartas codificadas de María Estuardo al embajador de Francia.

### Captura de María I de Escocia
Tras el asesinato a mediados de 1584 de Guillermo de Orange, líder de la revuelta holandesa contra España, se acordó en el Tratado de Nonsuch de 1585 la intervención militar inglesa en los Países Bajos. El asesinato de Guillermo de Orange también reforzó los temores por la seguridad de la reina Isabel. Walsingham ayudó a crear el Vínculo de Asociación, cuyos firmantes prometieron perseguir y matar a cualquiera que conspirara contra Isabel. La Ley de Garantía de la Persona de la Reina, aprobada por el Parlamento en marzo de 1585, estableció un proceso legal para juzgar a cualquier pretendiente al trono implicado en complots contra la reina. El mes siguiente, María Estuardo, fue puesta bajo la estricta custodia de Sir Amias Paulet, un amigo de Walsingham. En Navidad, la trasladaron a una casa solariega con foso en Chartley. Walsingham ordenó a Paulet que abriera, leyera y le pasara a María sin sellar todas las cartas que recibiera y que bloqueara cualquier ruta potencial de correspondencia clandestina. En un intento exitoso de develar sus intenciones, Walsingham le tendió una trampa: un medio encubierto para que las cartas de María entraran y salieran de contrabando de Chartley en un barril de cerveza. María fue engañada haciéndole creer que estas cartas secretas eran seguras, cuando en realidad fueron descifradas y leídas por los agentes de Walsingham. En julio de 1586, Anthony Babington le escribió a María sobre un complot inminente para liberarla y matar a Isabel. La respuesta de María fue claramente alentadora y sancionó los planes de Babington. Walsingham hizo arrestar a Babington y sus asociados, catorce de ellos fueron ejecutados en septiembre de 1586. En octubre, María fue juzgada en virtud de la Ley de Garantía de la Persona de la Reina frente a 36 comisionados, incluido Walsingham.
Durante la presentación de pruebas en su contra, María se derrumbó y señaló acusadoramente a Walsingham diciendo: "todo esto es obra del señor de Walsingham para mi destrucción", a lo que él respondió: "Dios es mi testigo de que, como en lo privado no he hecho nada indigno de un hombre honesto y, como Secretario de Estado, nada indigno de mi deber". María fue declarada culpable y se redactó la orden de ejecución, pero Isabel dudó en firmarla, a pesar de la presión de Walsingham. Walsingham escribió a Paulet instándolo a encontrar "alguna manera de acortar la vida" de María para aliviar a Isabel de la carga, a lo que Paulet respondió indignado: "Dios no quiera que yo haga un naufragio tan repugnante en mi conciencia, o dejar tan grande mancha a mi pobre posteridad, derramar sangre sin ley ni orden." Walsingham hizo arreglos para la ejecución de María; Isabel firmó la orden el 1 de febrero de 1587 y se la confió a William Davison, que había sido nombrado subsecretario de Estado a finales de septiembre de 1586. Davison pasó la orden a Cecil y un consejo privado convocado por Cecil sin el conocimiento de Elizabeth acordó ejecutar la sentencia tan pronto como fuera práctico. Al cabo de una semana, María fue decapitada. Al enterarse de la ejecución, Elizabeth afirmó no haber autorizado la acción y que no había querido que Davison se separara de la orden. Davison fue arrestado y encarcelado en la Torre de Londres. La parte de Walsingham en el descontento de Elizabeth fue pequeña porque estuvo ausente de la corte, en casa enfermo, en las semanas previas y posteriores a la ejecución. Davison finalmente fue liberado en octubre de 1588, por orden de Cecil y Walsingham.

### Armada española

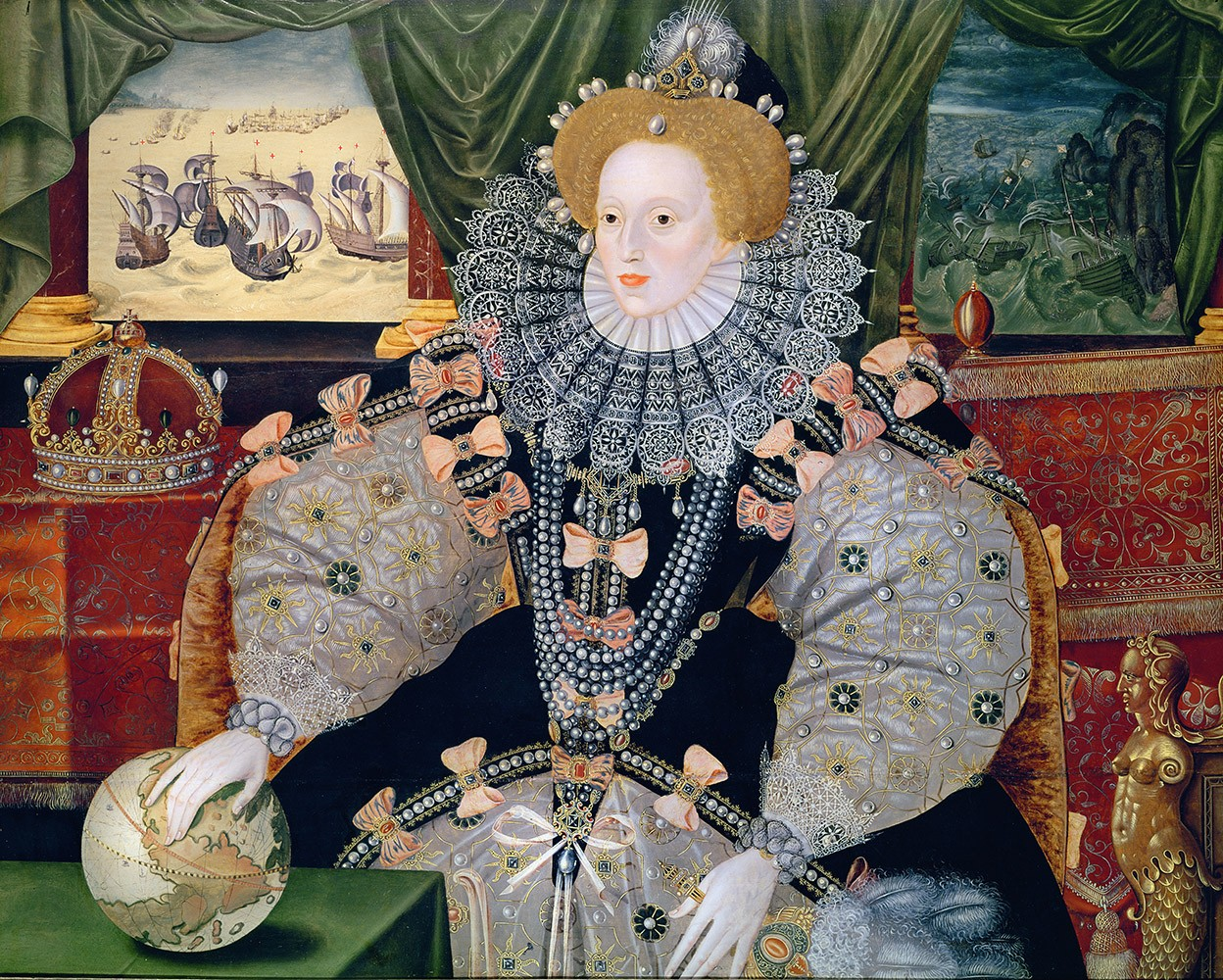
Famoso retrato de Isabel I tras la derrota de la Armada Española

A partir de 1586, Walsingham recibió muchos despachos de sus agentes en comunidades mercantiles y cortes extranjeras detallando los preparativos españoles para una invasión de Inglaterra. El reclutamiento por parte de Walsingham de Anthony Standen, un amigo del embajador de Toscana en Madrid, fue un triunfo de espionaje excepcional y los despachos de Standen fueron profundamente reveladores. Walsingham trabajó para preparar a Inglaterra para una posible guerra con España, en particular supervisando la reconstrucción sustancial del puerto de Dover, y fomentando una estrategia más agresiva. Siguiendo instrucciones de Walsingham, el embajador inglés en Turquía, William Harborne, intentó sin éxito persuadir al sultán otomano para que atacara las posesiones españolas en el Mediterráneo con la esperanza de distraer a las fuerzas españolas. Walsingham apoyó la expedición de Drake de 1587 en Cádiz, que causó estragos en la logística española. La Armada Española zarpó hacia Inglaterra en julio de 1588. Walsingham recibió despachos regulares de las fuerzas navales inglesas, y reunió su propia tropa de 260 hombres como parte de las defensas terrestres. El 18 de agosto de 1588, después de la dispersión de la armada, el comandante naval Lord Henry Seymour escribió a Walsingham: "Has luchado más con tu pluma de lo que muchos en nuestra armada inglesa lucharon con sus enemigos".
En el espionaje, la extensa red de "inteligentes" de Walsingham, que transmitían noticias generales así como secretos, se extendía por Europa y el Mediterráneo. Si bien el espionaje en el extranjero era una parte normal de las actividades del secretario principal, Walsingham aportó talento y ambición, y grandes sumas de su propio dinero. Lanzó su red más ampliamente que otros lo habían hecho anteriormente: expandiendo y explotando vínculos en todo el continente, así como en Constantinopla y Argel, y construyendo e insertando contactos entre los exiliados católicos. Entre sus espías pudo haber estado el dramaturgo Christopher Marlowe ; Marlowe estuvo en Francia a mediados de la década de 1580 y conocía al pariente de Walsingham, Thomas Walsingham.

## Muerte y legado
A partir de 1571, Walsingham se quejó de mala salud y, a menudo, se retiraba a su finca para pasar períodos de recuperación. Se quejaba de "carnosidades diversas", dolores de cabeza, de estómago y de espalda, y dificultad para orinar. Los diagnósticos sugeridos incluyen cáncer, cálculos renales, infección urinaria, y diabetes. Murió el 6 de abril de 1590, en su casa de Seething Lane. El historiador William Camden escribió que Walsingham murió de "una carnosidad que crece dentro de las túnicas testiculares [cáncer testicular]". Fue enterrado en privado en una ceremonia sencilla a las 22 horas del día siguiente, junto a su yerno, en la antigua catedral de San Pablo. La tumba y el monumento fueron destruidos en el Gran Incendio de Londres en 1666. Su nombre aparece en un monumento moderno en la cripta que enumera las importantes tumbas perdidas.

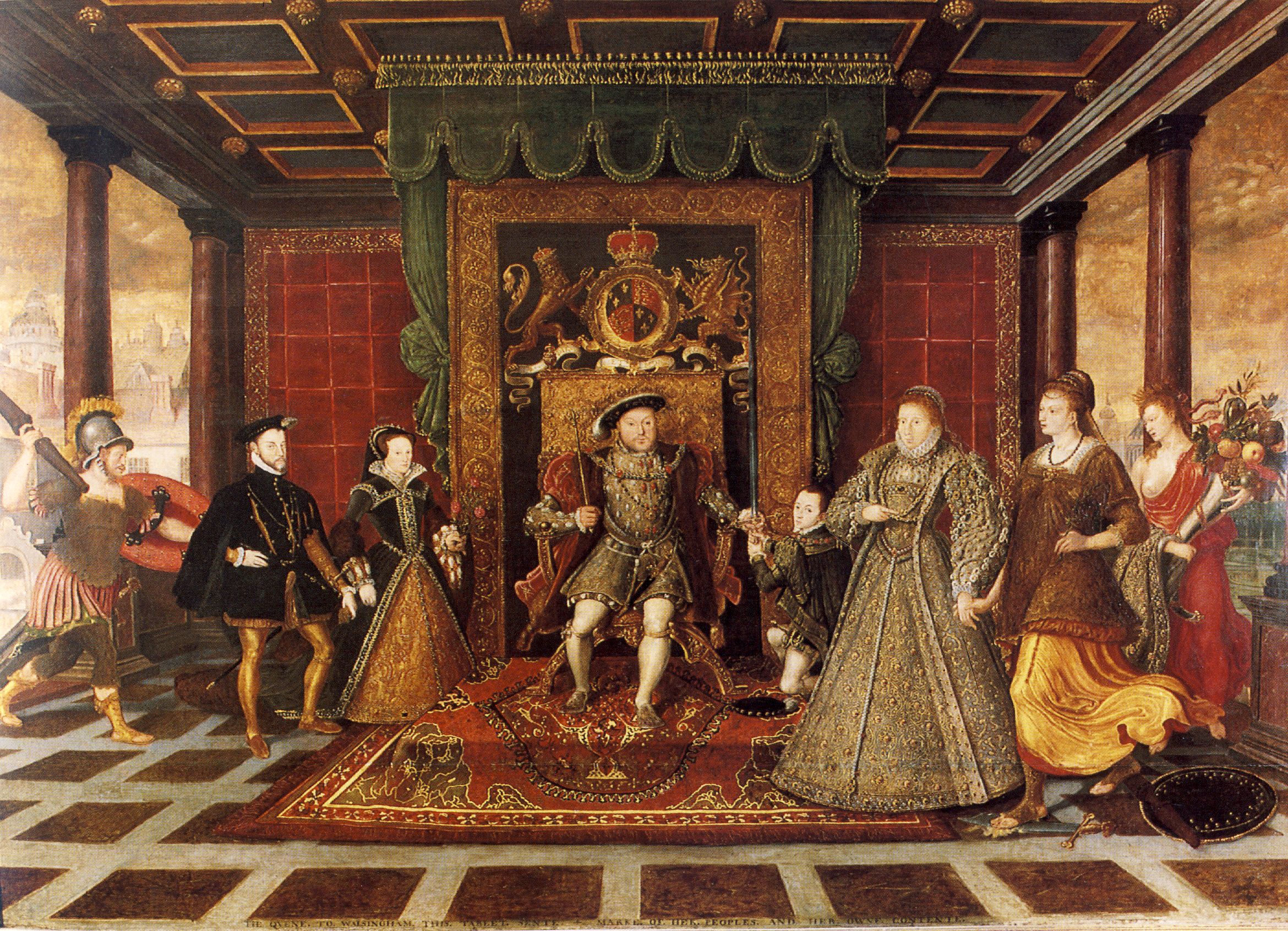
Una alegoría de la sucesión Tudor fue un regalo de Isabel a Walsingham. En la parte inferior de la imagen está escrito: "La reina envió esta tablilla a Walsingham; marca del contenido de su pueblo y de su propio contenido".

En su testamento, fechado el 12 de diciembre de 1589, Walsingham se quejó de "la grandeza de mis deudas y el estado medio en el que [dejaré] a mi esposa y a mis herederos", pero el verdadero estado de sus finanzas no está claro. Recibió concesiones de tierras de la reina, concesiones para la exportación de telas y arrendamientos de aduanas en los puertos del norte y del oeste. Sus residencias principales, además de la corte, estaban en Seething Lane junto a la Torre de Londres (ahora el sitio de un edificio de oficinas victoriano llamado Walsingham House), en Barn Elms en Surrey y en Odiham en Hampshire. No queda nada de ninguna de sus casas. Gastó gran parte de su propio dinero en espionaje al servicio de la reina y la causa protestante. En 1586, financió una cátedra de teología en la Universidad de Oxford para el puritano John Rainolds. Había suscrito las deudas de su yerno, Sir Philip Sidney, había reclamado sin éxito la propiedad de Sidney para obtener una compensación y había llevado a cabo importantes transacciones de tierras en sus últimos años. Después de su muerte, sus amigos reflexionaron que una mala contabilidad lo había dejado más endeudado con la Corona de lo que era justo. En 1611, las deudas de la Corona con él se calcularon en más de £ 48 000, pero sus deudas con la Corona se calcularon en más de £ 43 000 y un juez, Sir Julio César, ordenó que ambos conjuntos de deudas se cancelaran quid pro quo. La hija sobreviviente de Walsingham, Frances, recibió una anualidad de £ 300 y se casó con el conde de Essex. Ursula, Lady Walsingham, continuó viviendo en Barn Elms con un personal de sirvientes hasta su muerte en 1602.
Los protestantes elogiaron a Walsingham como "un sólido pilar de nuestra comunidad y principal patrocinador de la virtud, el saber y la caballerosidad". Formó parte de una intelectualidad protestante que incluía a Philip Sidney, Edmund Spenser y John Dee: hombres que promovieron un Renacimiento inglés expansionista y nacionalista. Spenser incluyó un soneto dedicatorio a Walsingham en Faerie Queene, comparándolo con Mecenas, quien presentó a Virgilio al emperador Augusto. Después de la muerte de Walsingham, Sir John Davies compuso un poema acróstico en su memoria y Watson escribió una elegía, Melibeo, en latín. Por otro lado, el jesuita Robert Persons pensaba que Walsingham era "cruel e inhumano" en su persecución de los católicos. Las fuentes católicas lo retratan como un hombre despiadado y tortuoso impulsado por la intolerancia religiosa y un excesivo amor por las intrigas. Walsingham todavía genera controversia. Aunque fue despiadado, sus oponentes del lado católico no lo fueron menos; El trato dado a prisioneros y sospechosos por parte de las autoridades Tudor era típico de los gobiernos europeos de la época. El carácter personal de Walsingham, a diferencia del público, es esquivo; sus documentos públicos fueron confiscados por el gobierno, mientras que muchos de sus documentos privados, que podrían haber revelado mucho, se perdieron. Los fragmentos que se conservan demuestran su interés personal por la jardinería y la cetrería.

## Representación en ficción
Las representaciones ficticias de Walsingham tienden a seguir interpretaciones católicas, retratándolo como siniestro y maquiavélico. Aparece en las teorías de conspiración que rodean la muerte de Christopher Marlowe,quien falleció antes. Charles Nicholl examinó (y rechazó) tales teorías en The Reckoning: The Murder of Christopher Marlowe (1992), que Anthony Burgess utilizó como fuente para su novela A Dead Man in Deptford (1993).
La película Elizabeth de 1998, en donde fue interpretado por Geoffrey Rush, le otorga una prominencia considerable, aunque a veces históricamente inexacta. Lo ficcionaliza como irreligioso y sexualmente ambiguo, fusiona eventos cronológicamente distantes, y sugiere de manera inexacta que asesinó a María de Guisa. Rush repitió el papel en la secuela de 2007, Elizabeth: The Golden Age. Tanto Stephen Murray en la serie de la BBC de 1971 Elizabeth R como Patrick Malahide en la miniserie Elizabeth I de Channel Four de 2005 lo interpretan como un funcionario severo.

## Otras lecturas
- Bossy, John (1991). Giordano Bruno and the Embassy Affair. New Haven & London: Yale University Press. ISBN 0-300-04993-5.
- Budiansky, Stephen (2005). Her Majesty's Spymaster: Elizabeth I, Sir Francis Walsingham, and the Birth of Modern Espionage. New York: Viking. ISBN 978-0-670-03426-0.
- Haynes, Alan (2004). Walsingham: Elizabethan Spymaster & Statesman. Stroud, Glos.: Sutton. ISBN 0-7509-3122-1.
- Hutchinson, John (1892). Sir Francis Walsingham". Men of Kent and Kentishmen. Canterbury: Cross & Jackman. pp. 140–141.
- Lee, Sidney (1899). «Walsingham, Francis (1530?-1590)».  En Sidney Lee, ed. Dictionary of National Biography (en inglés) 59. Londres: Smith, Elder & Co. pp. 231-240. OCLC 2763972.
- Pollard, Albert Frederick (1910-1911). «Encyclopædia Britannica».  En Chisholm, Hugh, ed. Encyclopædia Britannica. A Dictionary of Arts, Sciences, Literature, and General information (en inglés) (11.ª edición). Encyclopædia Britannica, Inc.; actualmente en dominio público.
- Read, Conyers (1913). «Walsingham and Burghley in Queen Elizabeth's Privy Council». The English Historical Review XXVIII (CIX): 34-58. doi:10.1093/ehr/XXVIII.CIX.34.
- Read, Conyers (1925). Mr Secretary Walsingham and the Policy of Queen Elizabeth. Oxford: Clarendon Press (an exhaustive three-volume biography that is still valuable despite its age). Via the Internet Archive: Volume 1 (requiere suscripción), Volume 2 (requiere suscripción), and Volume 3 (requiere suscripción).

- Datos: Q138409
- Multimedia: Sir Francis Walsingham / Q138409